# Harry Isaacs
Harry Isaacs (ur. 26 stycznia 1908 w Johannesburgu, zm. 13 września 1961 tamże) – południowoafrykański bokser, brązowy medalista na letnich igrzyskach olimpijskich w Amsterdamie w kategorii koguciej.